# Kubšice
Kubšice là một làng thuộc huyện Znojmo, vùng Jihomoravský, Cộng hòa Séc.